# Menhir de la Hune

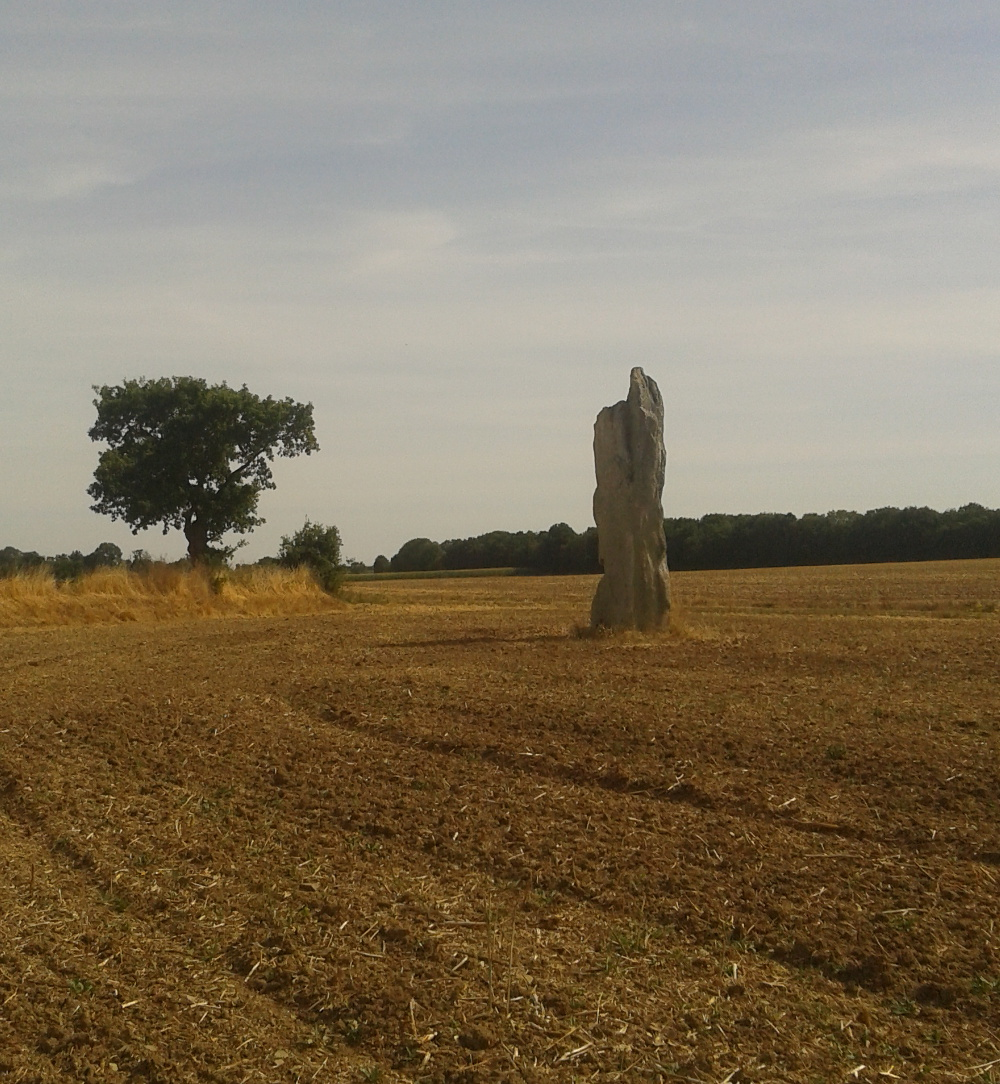
Menhir de la La Hune

Der Menhir de la Hune steht in einem Feld unweit des Flusses Ouette westlich von Bazougers, südöstlich von Laval im Département Mayenne in Frankreich.
Der mit etwa 5,6 m höchste Menhir im Département Mayenne steht zwischen den Weilern Hune, Poiriers und Ruellonnière.
Er hat an seiner Nordseite drei Wetzrillen und steht in keinem archäologischen Kontext.
Während sich die erhaltenen Megalithgräber im Norden des Departements befinden, im Tal der Colmont, der Ernée und am Oberlauf der Mayenne, sind im Becken von Laval die Menhire zahlreicher.
Der Menhir von La Hune steht seit 1889 unter Denkmalschutz.